# 2018년 아시안 게임 몽골 선수단
 몽골은 2018년 8월 18일부터 9월 2일까지 인도네시아 자카르타에서 열리는 2018년 아시안 게임에 참가하였다.